# Ocotea beekmanii
Ocotea beekmanii är en lagerväxtart som beskrevs av Van der Werff. Ocotea beekmanii ingår i släktet Ocotea och familjen lagerväxter. Inga underarter finns listade i Catalogue of Life.